# Landschaftsschutzgebiet Wald- und Grünlandkomplex Querental
Das Landschaftsschutzgebiet Wald- und Grünlandkomplex Querental mit  28,2 ha Flächengröße liegt östlich von Humfeld im Stadtgebiet von Dörentrup. Es wurde 2006 mit dem Landschaftsplan Oberes Begatal durch den Kreistag des Kreises Lippe als Landschaftsschutzgebiet (LSG) ausgewiesen.

## Beschreibung
Im Landschaftsschutzgebiet Wald- und Grünlandkomplex Querental liegen wie zwei Inseln Flächen, die nicht zum LSG gehören. Das LSG umfasst einen alten Buchen-Hallenwald und angrenzende Grünlandbereiche im Querental. Der Buchenwald steht an den steilen, südost- und nordwestexponierten Hängen des Querentals. Die Buchen sind überwiegend im mittleren bis starken Baumholzalter. Meist fehlt im Wald eine Strauchschicht, bis auf kleine Bereiche mit Weißliche Hainsimse. Am Talgrund fließt ein temporär, also nur zeitweise, wasserführender Bach. Am 1 bis 2 m breiten Bach mit kiesig-grobsteinigem Untergrund ist die Krautschicht hingegen gut ausgebildet. Hier stehen anspruchsvollere Arten der Waldmeister-Buchenwälder und Hochstauden. Der Waldmantel ist teils gut entwickelt. Das Grünland wird teilweise extensiv beweidet.

## Schutzzwecke für das LSG
Laut Landschaftsplan erfolgte die Ausweisung des LSG
- „zur Erhaltung und Wiederherstellung der Leistungsfähigkeit des Naturhaushaltes in ökologisch besonders wertvoll strukturierten Bereichen mit Wasser-, Klima- und Biotopschutzfunktionen,“
- „zur Erhaltung und Wiederherstellung von Quellbereichen und naturnahen Fließgewässern, Wald- und Grünlandbereichen unterschiedlicher Feuchtestufen, Feldgehölzen, Hecken und Obstwiesen,“
- „zur Erhaltung morphologisch ausgeprägter Bereiche zur Sicherung der landschaftlichen Eigenart und Vielfalt für die Erholung, “
- „zur Erhaltung wertvoller Biotopkomplexe aus Wald-Grünlandbereichen, Fließgewässern und Quellen sowie Biotopen nach § 62 LG mit wichtigen Refugial-, Puffer-, Trittstein- und Vernetzungsfunktionen,“
- „zur Erhaltung und Wiederherstellung wichtiger Rückzugsräume für die bedrohte Tier- und Pflanzenwelt,“
- „zur Sicherung von kulturhistorisch bedeutsamen Landschaften, z. B. Terrassenkulturlandschaften,“
- „zur Sicherung der das Orts- und Landschaftsbild gliedernden und belebenden und die dörflichen Siedlungsstrukturen prägenden Freiraumelemente.“[1]

## Rechtliche Vorschriften
Im Landschaftsschutzgebiet ist unter anderem das Errichten von Bauten und das Anlegen von Fischteichen verboten.